# Насутион, Эффенди
Юнус Эффенди Насутион (индон. Yunus Effendy Nasution; 24 ноября 1934, Медан — 26 августа 1997, там же) — индонезийский спортсмен-боксёр, гангстер-преман и политик. Один из лидеров праворадикальной организации Молодёжь Панчасила. Активный участник антикоммунистической кампании 1965—1966, свержения Сукарно, массовых убийств коммунистов. При правлении Сухарто — влиятельный функционер «Нового порядка».

## Вожак преманов
Родился в городе Медан — центре провинции Северная Суматра, известной «нравами Дикого Запада». Принадлежал к известной батакской марге (клану) Насутион — из этой марги происходил, в частности, прославленный индонезийский военачальник и политик Абдул Харис Насутион.
Профессионально занимался боксом. Возглавлял молодёжную банду преманов (индонезийские гангстеры). ОПГ занималась рэкетом, «крышеванием» коммерсантов, контролировала распространение билетов в кино. Был известен под кличкой Pendi Keling (трудно переводимое выражение означающее нечто типа «Заклёпанный»).
При этом Эффенди Насутион запрещал своим преманам кражи и грабежи частных лиц. Его группировка специализировалась на силовом сопровождении бизнеса.

Преманы не бандиты. Есть много честных путей. Например, охранять бизнесменов, букмекеров, игровые залы, обеспечивать безопасность на улицах и в кинотеатрах. И время от времени получать заказы от одного бизнесмена, чтобы победить другого.

Эффенди Насутион

## Боевик-антикоммунист
Эффенди Насутион придерживался крайне правых политических взглядов, был убеждённым националистом и антикоммунистом. Криминально-анархическая вольница была враждебно настроена к правительству Сукарно и Компартии Индонезии (КПИ), поскольку преманы являлись противниками партийно-государственного централизма.

Этот боксёр сумел объединить гангстеров Медана и сделал их политической силой.

В 1961 году Эффенди Насутион вступил в движение Молодёжь Панчасила и возглавил региональную структуру PP в Северной Суматре. Была поставлена цель защитить принципы Панча Сила, не допустить захвата власти КПИ. В 1963 году создал на базе своей ОПГ Союз молодёжи города Медан.
30 сентября 1965 года прокоммунистическая военная группировка Унтунга совершила попытку государственного переворота. Путч был подавлен войсками под командованием генерала Сухарто и полковника Сарво Эдди. Ответом стала мощная антикоммунистическая кампания, сопровождавшаяся массовыми убийствами членов и сторонников КПИ.
Эффенди Насутион принимал в этом самое активное участие. Он выступал как лидер боевиков «Юности Панча Сила», набранных в криминальных структурах Медана. Совершаемые ими убийства отличались особой жестокостью. Эти действия получили отражение в фильме Джошуа Оппенхаймера Акт убийства, в котором фигурировали сподвижники Эффенди Насутиона — Анвар Конго, Ади Зулкадри, Сафит Пардеде, Герман Котто, Ибрагим Синик.

## Авторитет «Нового порядка»
При «Новом порядке» Эффенди Насутион был сторонником режима Сухарто. Он бессменно возглавлял «Молодёжь Панчасила» в Северной Суматре — самую влиятельную региональную структуру движения. В 1968—1970 был депутатом Временного народного консультативного конгресса.
Эффенди Насутион и группа его соратников из Медана контролировала ключевые политические и кадровые решения «Молодёжи Панчасила», поддерживала деловые связи с властями и армейским командованием. Общенациональные председатели PP — Тобинг в 1972, Джапто Сурджосумарно в 1981 — утверждались по согласованию с ними. Отделение «Молодёжи Панчасила» активно взаимодействовало с администрацией Медана и Северной Суматры, участвовала в проведении политического курса. Была создана региональная система социального и экономического контроля, многие активисты PP стали влиятельными политиками, «теневыми авторитетами» крупными бизнесменами. Руководящую роль в этой системе играл Эффенди Насутион.

## Кончина и память
Скончался Эффенди Насутион 26 августа 1997 года в возрасте 62 лет (относительно точных дат его рождения и смерти в источниках существуют разночтения).
Именем Эффенди Насутиона названа улица в Медане. На родине его знают под прозвищем Лев Северной Суматры. Память Эффенди Насутиона культивируется представителями «Молодёжи Панчасила» и городской общественности. Практикуются церемониальные посещения места его захоронения.
Большим почётом окружено имя Эффенди Насутиона в среде боксёров Северной Суматры.

## Семья
Эффенди Насутион был женат, имел дочь и двух сыновей. Дочь Эфвита, сыновья Джеффри и Ариф — активисты PP. Эфвита Насутион известна резкими антикоммунистическими выступлениями, призывами во имя старших поколений дать отпор попыткам воссоздания КПИ.